# Hekla Sund
De Hekla Sund is een zeestraat in Nationaal park Noordoost-Groenland in het oosten van Groenland.

## Geografie
De zeestraat takt af van de Dijmphna Sund gaat om een eiland heen en voegt zich dan weer samen met de Dijmphna Sund. De Hekla Sund heeft een lengte van ongeveer 50 kilometer. De eerste helft gaat ze in noordoostelijke richting, de tweede helft in zuidoostelijke richting.
Ten noorden en westen van de zeestraat liggen de Prinses Caroline-Mathilde Alpen, onderdeel van het Kroonprins Christiaanland.